# Eneida Laya
Pour les articles homonymes, voir Laya.
Eneida Laya est une femme politique vénézuélienne, née à Catia La Mar le 29 août 1972. Elle a été ministre vénézuélienne du Commerce national d'octobre 2019 à octobre 2021.

## Biographie
Eneida Laya, de son nom complet Eneida Ramona Laya Lugo, naît à Catia La Mar dans l'actuel État de La Guaira, anciennement État de Vargas.

## Carrière politique
Le 6 octobre 2017, elle est nommée présidente de Banco del Tesoro.
Elle a été vice-ministre des Finances.
Membre du parti socialiste unifié du Venezuela, elle est nommée ministre du Commerce national par le président Nicolas Maduro le 21 octobre 2019. Elle est remplacée à ce poste le 19 octobre 2021 par l'avocate Dheliz Álvarez.

## Prises de position
Relayée par les médias publics vénézuéliens, dont la chaîne publique de télévision Venezolana de Televisión, elle encourage le « made in Venezuela » en félicitant l'« entente civilo-militaire » et le peuple qui doit favoriser la croissance économique malgré le « blocus et la persécution criminelle » subis par le pays, sans nommer précisément les sanctions américaines. Ainsi, en mai 2021, elle soutient la création du portail Internet destiné à la vente des produits « made in Venezuela » Ven Compra Venezuela.